# Ukk
Ukk là một thị trấn thuộc hạt Veszprém, Hungary. Thị trấn này có diện tích 13,87 km², dân số năm 2010 là 301 người, mật độ 22 người/km².